# 熱視線
「熱視線」（ねっしせん）は、日本のロックバンドである安全地帯の楽曲。
1985年1月25日にKitty Recordsから8枚目のシングルとしてリリースされた。前作「恋の予感」（1984年）より3か月ぶりにリリースされたシングルであり、作詞は松井五郎、作曲は玉置浩二、編曲は安全地帯および星勝が担当している。情熱的で妖艶な歌詞の軽快なアップテンポの楽曲となっている。オリコンシングルチャートでは最高位2位となったが、TBS系音楽番組『ザ・ベストテン』（1978年 - 1989年）においてバンド初の1位を獲得した。
ライブ・アルバム『ENDLESS』（1985年）には収録されたものの、スタジオ録音版はオリジナル・アルバムには未収録となり、ベスト・アルバム『I Love Youからはじめよう -安全地帯BEST-』（1988年）にてアルバム初収録となった。

## 背景
3枚目のアルバム『安全地帯III〜抱きしめたい』（1984年）のレコーディング時、作詞家の松井五郎は安全地帯メンバーとともに伊豆スタジオにおいて合宿生活を送っていた。レコーディング終了後、松井は東京に戻りプライベートに追われ、安全地帯は全国ツアーに出ていたために玉置浩二と松井は連絡が途絶える状態となっていた。当時の安全地帯の作品は評価も高くセールスも好調であり、玉置はスターへの道を着実に歩んでいる状態であった。
松井はある時テレビ画面に映る玉置の顔を見ていたが、スタジオでの合宿生活の時とは別人のようで歌は以前より迫力が増し、その時の玉置の様子を松井は「生きている充足感を知った瞳をしていた」と述べている。多数のヒット曲をリリースしていた当時の玉置は生活が激変しており、著名な存在となった事で公道を歩く事もままならず、仕事が終わるとずっと部屋に籠る生活となっていた。これに窮屈さを感じていた玉置だがプライベートでは羽目を外す事が多くなり、本作リリース直後の2月には女優である石原真理子との不倫関係が報道される
。これを受けて2月13日にTBSテレビのスタジオにて石原が記者会見を開き、不倫関係にあることを認めた上で涙を流しながら「小学校の時と同じように、無防備な恋をしています」と発言した。

## 音楽性と歌詞
ベスト・アルバム『ALL TIME BEST』（2017年）の楽曲解説では、ハンドクラップによる軽快なリズムによるアップテンポな楽曲であると述べた上で、歌詞とメロディーに関して「情熱的で妖艶」、「色気のある歌」シンプルと表現し、シンプルなアレンジと比較して「ハッキリとしたコントラストを作り出し」ていることから「一度聴くと忘れられないインパクトがある曲になっている」と表記している。
作詞を担当した松井は前作「恋の予感」（1984年）においても作詞を行ったものの30回程度書き直した末に没となり、結果として井上陽水による歌詞が採用されることとなった。その時に松井は、井上が制作した歌詞について「書かないことの美学、美しさというのがあって。あ、これで良いんだって解答を見せられた感じがすごくあった」と述べていた。この経験から、松井はそれまでの紙の上で言葉を構築するスタイルから、メロディーや声、アレンジが揃った段階で最も適切な言葉を考えるようになり、その方式で上手く表現できたのが本作および次作「悲しみにさよなら」であったと述べている。

## リリース、アートワーク
本作は1985年1月25日にKitty Recordsより8枚目のシングルとして7インチレコードにてリリースされた。レコード・ジャケットには安全地帯のシングルとしては初めてメンバー全員が正面を向いて写っている写真が使われた。メンバー全員の両眼が光っているアーティスト写真も存在する。B面の「一秒一夜」は作曲を担当した矢萩渉がリードボーカルをとっているが、玉置以外のメンバーがリードボーカルを担当している曲は同曲のみとなっている。
同年にはオートラマ「高感応レーザー」のコマーシャルソングとして使用された。1988年12月10日には8センチCDとして再リリースされた。

## チャート成績
オリコンシングルチャートにおいては最高位2位、登場週数は14回で売り上げ枚数は32.4万枚となった。
TBS系音楽番組『ザ・ベストテン』（1978年 - 1989年）においては、1985年2月14日放送分で第5位にて初登場し、2月28日放送分では初の第1位を獲得したものの、放送当日は香港のクイーンエリザベススタジアムにてコンサートがあったためスタジオにはおらず、番組恒例の第1位を祝うくす玉を割ることができなかった。また、「恋の予感」（1984年）と入れ替わりで2月14日から4月4日まで8週間ベストテンにランクインしたため、前作と合わせて安全地帯として20週間連続でベストテン入りを果たした。しかし初の日本武道館公演や香港への進出など多忙になっていたため、同番組への出演回数は減少することとなった。

## カバー
- 森川美穂 - カバー・アルバム『another Face - tribute to Goro Matsui + Koji Tamaki -』（2019年）収録。

## シングル収録曲
| 全作詞: 松井五郎、全編曲: 安全地帯、星勝。 |              |           |          |      |
| #                                          | タイトル     | 作詞      | 作曲     | 時間 |
| 1.                                         | 「熱視線」   | 松井五郎  | 玉置浩二 | 4:11 |
| 2.                                         | 「一秒一夜」 | 松井五郎  | 矢萩渉   | 3:41 |
| 合計時間:                                  | 合計時間:    | 合計時間: | 7:52     |      |

## リリース日一覧
| No. | リリース日     | レーベル      | 規格      | カタログ番号 | 最高順位 | 備考 |
| --- | -------------- | ------------- | --------- | ------------ | -------- | ---- |
| 1   | 1985年1月25日  | Kitty Records | 7インチ   | 7DS 0090     | 2位      |      |
| 2   | 1988年12月10日 | Kitty Records | 8センチCD | H10K-30037   | -        |      |

## 収録アルバム
「熱視線」
- スタジオ音源
  - 『I Love Youからはじめよう -安全地帯BEST-』（1988年）
  - 『安全地帯 テーマソングス』（1995年）
  - 『TREASURE COLLECTION』（1999年）
  - 『THE VERY BEST of 安全地帯』（2001年）
  - 『安全地帯 COMPLETE BEST』（2005年）
  - 『安全地帯 ゴールデン☆ベスト』（2006年）
  - 『安全地帯 Hits』（2010年） - リアレンジ及びリレコーディングにて収録。
  - 『ALL TIME BEST』（2017年）
  - 『THE BEST ALBUM 40th ANNIVERSARY 〜あの頃へ〜』（2022年）

- ライブ音源
  - 『ENDLESS』（1985年）
  - 『安全地帯LIVE』（1987年）
  - 『ONE NIGHT THEATER 1985』（1998年）
  - 『安全地帯VI LIVE 〜月に濡れたふたり〜』（2005年）
  - 『安全地帯 “完全復活” コンサートツアー2010 Special at 日本武道館 〜Start & Hits〜「またね…。」』（2010年）
  - 『安全地帯 IN 甲子園球場「さよならゲーム」』（2020年）
  - 『安全地帯 ALL TIME BEST「35」〜35th Anniversary Tour 2017〜LIVE IN 日本武道館』（2022年）

「一秒一夜」
- 『安全地帯 アナザー・コレクション -アルバム未収録曲集-』（1994年）